# Pakuluran
Pakuluran is een bestuurslaag in het regentschap Pandeglang van de provincie Banten, Indonesië. Pakuluran telt 2184 inwoners (volkstelling 2010).